# Trachelas ecudobus
Trachelas ecudobus is een spinnensoort uit de familie van de Trachelidae.
De wetenschappelijke naam van de soort werd in 1972 gepubliceerd door Arthur Merton Chickering.